# Amur Kalmykov
Amur Arsenovič Kalmykov (in russo Амур Арсенович Калмыков?; Baksan, 29 maggio 1994) è un calciatore russo, attaccante dell'Arsenal Tula.

## Caratteristiche tecniche
È un centravanti.

## Carriera
Ha esordito il 2 settembre 2017 con la maglia dell'Afips Afipskij in occasione del match di PPF Ligi (terza serie del calcio russo) vinto 2-0 contro il Kuban'-2.
Dopo aver realizzato 10 gol in 13 presenze nella prima parte di quel campionato, il 30 dicembre 2017 ha firmato un contratto triennale con l'Anži. La sua permanenza con i daghestani è durata di fatto mezza stagione, durante la quale ha disputato le sue prime 6 presenze in Prem'er-Liga, poi nell'estate 2018 è approdato in prestito per un anno all'Urožaj con cui ha segnato 17 reti in 27 partite nel campionato di PPF Ligi 2018-2019.
Il 10 giugno 2019 il giocatore è stato rilevato a titolo definitivo dall'Armavir, società militante in PFN Ligi, il secondo livello del calcio russo. Fintanto che l'Armavir è riuscito a disputare le proprie partite, Kalmykov è stato il miglior marcatore stagionale della squadra con 8 reti, tuttavia il 17 marzo il campionato è stato sospeso a causa della pandemia di COVID-19 e successivamente il 15 aprile la squadra si è ritirata ufficialmente dalla competizione non potendo soddisfare i requisiti per l'iscrizione al campionato seguente.
Il 7 luglio 2020 è ripartito dal Tambov, con un contratto fino al termine della stagione 2019-2020 con un'opzione per i due anni successivi. È sceso in campo – senza segnare – in tre delle quattro partite della Prem'er-Liga 2019-2020 che rimanevano da recuperare a causa della sospensione del torneo per COVID-19.
La sua carriera è proseguita nella Torpedo Mosca, squadra della seconda serie che il 12 agosto 2020 lo ha presentato con un accordo triennale.

## Statistiche

### Presenze e reti nei club
Statistiche aggiornate al 15 febbraio 2017.
| Stagione        | Squadra         | Campionato      | Campionato | Campionato | Coppe nazionali | Coppe nazionali | Coppe nazionali | Coppe continentali | Coppe continentali | Coppe continentali | Altre coppe | Altre coppe | Altre coppe | Totale | Totale | Totale |
| Stagione        | Squadra         | Comp            | Pres       | Reti       | Comp            | Pres            | Reti            | Comp               | Pres               | Reti               | Comp        | Pres        | Reti        | Pres   | Reti   |        |
| --------------- | --------------- | --------------- | ---------- | ---------- | --------------- | --------------- | --------------- | ------------------ | ------------------ | ------------------ | ----------- | ----------- | ----------- | ------ | ------ | ------ |
| 2017-2018       | Afips Afipskij  | 2D              | 13         | 10         | CR              | 0               | 0               |                    | -                  | -                  |             | -           | -           | 13     | 10     |        |
| 2017-2018       | Anži-2          | 2D              | 1          | 0          |                 | -               | -               |                    | -                  | -                  |             | -           | -           | 1      | 0      |        |
| 2017-2018       | Anži            | PL              | 4          | 0          | CR              | 0               | 0               |                    | -                  | -                  |             | -           | -           | 4      | 0      |        |
| Totale carriera | Totale carriera | Totale carriera | 18         | 10         |                 | 0               | 0               |                    | -                  | -                  |             | -           | -           | 18     | 10     |        |

## Palmarès

### Club

#### Competizioni nazionali
- Pervenstvo Futbol'noj Nacional'noj Ligi: 1

Torpedo Mosca: 2021-2022